# Estádio Augustinho Lima
O Estádio Augustinho Pires de Lima, mais conhecido como Augustinho Lima é um estádio de futebol brasileiro, situado em Sobradinho, no Distrito Federal.
O nome do estádio é em homenagem ao primeiro repórter de Sobradinho a ganhar espaço na mídia, falecido em um acidente de automóvel. Augustinho Lima tinha sido promovido a diretor do jornal de Brasília, ficou até tarde na comemoração e quando voltava pra casa,dormiu no volante ,saiu da pista e bateu de frente em um caminhão na entrada de Sobradinho-DF.
O estádio abriga os jogos do Sobradinho Esporte Clube e às terças patinagem artística.

## Capacidade
Segundo o Cadastro Nacional de Estádios de Futebol publicado pela CBF, tem capacidade para 15.000 espectadores.